# 시르다리야강
시르다리야강(카자흐어: Сырдария; 타지크어: Сирдарё; 우즈베크어: Sirdaryo;
페르시아어: سيردريا, 문화어: 씨르다리야 강)은 중앙아시아의 강으로서 고대 시대에는 그리스어나 고대 페르시아어로 이악스라테스(고대 그리스어: Yaxartes) 따위로도 불렸다. 현재의 이름은 비교적 최근의 것으로 서구 사회에서 쓰인 작품에 페르시아어의 시르다리야라는 이름이 자주 등장하게 되면서 굳어진 것이다.
고대 알렉산드로스 대왕의 최북단 지역이 이 지방이라는 설이 있으며 그리스 역사가들은 기원전 329년 그가 알렉산드리아의 부도시를 이 지역에 건설했을 것이라고 주장하기도 한다. 현재 이 일대는 후잔트라 불린다.
강의 물줄기는 카자흐스탄 일대에 있는 톈샨 산맥에서 발원하는 것으로 알려져 있으며 대개는 북서 방향으로 흘러간다. 총 길이는 약 2,212 km이며 우즈베키스탄과 카자흐스탄을 거쳐 아랄해로 흘러들어간다. 원래대로라면 시르다리야강이 직간접적으로 식수 공급을 하는 범위는 800,000 평방 킬로미터 이상이어야 하지만 오늘날에 와서는 20만 km2 정도밖에 물 공급 혜택을 누리지 못하고 있다.
아무다리야강이 시르다리야강과는 친구와도 같은데 비옥한 토양을 기초로 하여 전체 중앙아시아를 통틀어 가장 비옥한 면화 재배지로 손꼽힌다.
현재 아랄해의 축소 등의 문제는 광범한 운하의 건설 때문이다. 18세기에 추진된 운하 사업은 사실 강의 길이를 좀 더 늘여보려는 생각에서 시작되었지만 관개 운하가 지나치게 남발 운용되고 소련이 점령할 당시에는 면화를 재배하려던 계획에 맞추려다 보니 강의 환경 파괴는 물론이고 모든 생태계가 파괴되어 버렸다.

## 같이 보기
- 아무다리야강
- 아랄해